# 天崩地裂
《天崩地裂》（英語：Dante's Peak）是一部1997年美國災難驚悚片，由羅傑·唐納森執導，萊斯利·波姆編劇，皮爾斯·布洛斯南、琳達·漢彌頓和查爾斯·霍拉漢主演。當一個虛構小鎮山頂的火山從休眠中突然噴發後，當地居民們奮力求生。雖然評價大多負面，但仍在票房上取得成功，並成為災難片迷的經典。

## 剧情摘要
火山灰和掉落的碎片摧毁了哥伦比亚的一个村庄，让镇上的居民陷入恐慌和疯狂。与美国地质调查局合作的火山学家和地质学家哈利·道尔顿博士目睹了骚乱，并试图与未婚妻玛丽安一起乘坐一辆逃亡卡车逃跑。然而，一块碎片刺穿了卡车的车顶，杀死了玛丽安。
四年后，哈利在华盛顿州温哥华过着孤独的生活，在玛丽安去世后多年仍然无法忘怀。一天早上，他被上级保罗·德雷福斯叫到地质基地，指派哈利调查北部一座休眠成层火山前小镇的地震活动。抵达后，哈利遇到了镇长瑞秋·万多以及她的两个孩子劳伦和格雷厄姆。瑞秋带哈利参观了这座山，但当一行人目睹一对年轻夫妇被一桶温泉活活煮死时，哈里意识到情况严重。
瑞秋在哈利的要求下召开了一次城镇会议，讨论在游览这座山时发生的事件，但当保罗不知不觉中到达时，他建议哈利不要让城镇进入戒备状态，因为没有证据表明火山有任何重大活动的迹象。尽管如此，保罗还是带了他的团队，并使用汽车旅馆的会议室作为大本营来监测火山的活动。随着时间的推移，哈利开始向瑞秋表达浪漫的感情。几天过去了，没有任何火山活动的迹象。
一天早上，哈利和他的同事特里检查了山顶的火山口。发生了轻微的震级，引发了岩石滑坡，特里被困在下面。哈利将特里从山顶上救了出来，两人都被直升机护送下山。保罗质问哈利，因为他没有说实话：火山会对城镇构成威胁，并表示他的团队将在第二天早上第一件事离开城镇。当哈利准备告别瑞秋时，瑞秋接水时发现自来水供应已被火山物质污染。哈利向保罗展示了这一证据，团队的其他成员看到地震读数急剧上升。由于国民警卫队要到第二天才能到场，保罗允许哈利让全镇对即将发生的事情保持警惕。
在高中召开镇会议时，火山活动加剧并引发地震，镇民陷入恐慌并夺路而逃。哈利和瑞秋逃到外面，目睹火山的喷发。他们得以逃离城镇并去接孩子们，发现孩子们已经离开去山上去接祖母露丝了。哈利和瑞秋到达露丝居住的小屋后，他们与孩子们重聚，露丝不愿离开居住了一辈子的房子，直到熔岩流摧毁小屋。一行人逃脱并使用摩托艇渡湖。然而，由于火山喷出的富含硫的气体，湖水变成了酸性，船开始逐渐解体。船的发动机熄火，哈利试图用手划过去，露丝出于害大家被困山上的愧疚而跳进湖里帮助船到达岸边，结果，露丝遭受严重烧伤并最终死亡。
第二天早上，国民警卫队抵达被毁的城镇，帮助护送地质队。此外，山上冰川融化，导致水溢出，冲垮大坝。当国民警卫队和地质队撤离时，泛滥的河水冲断了桥梁，导致在队伍最后边的保罗被冲走而死。哈利、瑞秋和孩子们找到了一辆公园管理局的皮卡并向山下撤离，期间皮卡陷入熔岩流。随着熔岩顺山而下，他们营救了露丝以前拥有的一只狗并逃回了城镇，但发现唯一的退路已被切断。
哈利、瑞秋和孩子们回到小镇后，哈利从汽车旅馆取回了求救无线电信标，发现电脑上的模拟火山即将猛烈爆发，释放出火山碎屑流，摧毁其路径上的一切。由于无法出城，哈利驾驶着皮卡在最后关头冲入了一个废弃的矿井，也就是瑞秋的孩子格雷厄姆几天前玩耍的地方，所以矿井里还有一些物资。进入矿井后，哈利意识到他忘记了信标，于是回去取信标，但余震引发了岩石滑坡，将哈利和瑞秋分开。哈利被下一块落下的石块击中，手臂骨折。他被困在卡车内，但成功激活了信标。几天后，研究团队成员特里注意到信标已启动，意识到哈里还活着，他的地质小组召集救援队护送哈利、瑞秋和孩子们离开矿井。地质小组对哈利的幸存感到很高兴，现场的每个人都为哈利的英雄主义鼓掌。哈利、瑞秋和孩子们乘坐直升机离开。

## 角色
- 皮爾斯·布洛斯南 飾 Harry Dalton
- 琳達·漢彌頓 飾 Rachel Wando
- 查爾斯·霍拉漢（英语：Charles Hallahan） 飾 Paul Dreyfus
- 格蘭特·赫斯洛夫 飾 Greg
- 柯克·特魯特納 飾 Terry
- 伊麗莎白·霍夫曼 飾 Ruth
- 傑里米·弗利 飾 Graham Wando
- 傑米·蕾妮·史密斯 飾 Lauren Wando
- 阿拉貝拉·菲爾德 飾 Nancy
- 马泰 飾 Stan
- 李·加靈頓 飾 Dr. Jane Fox
- 比爾·博倫德 飾 Sheriff Turner
- 彼得·傑森 飾 Norman Gates
- 沃克·布蘭特 飾 Marianne

## 製作
本片的主體拍攝於1996年6月5日開始，於洛杉矶和爱达荷州進行製作。

## 外部連結
- Volcanoes in Historical and Popular Culture "In The Movies" - Dante's Peak （页面存档备份，存于） at U.S. Geological Survey website.
- 互联网电影数据库（IMDb）上《天崩地裂》的资料（英文）
- 爛番茄上《天崩地裂》的資料（英文）
- AllMovie上《天崩地裂》的资料（英文）
- Box Office Mojo上《天崩地裂》的資料（英文）
- TCM电影资料库上《天崩地裂》的资料（英文）
- 美国电影学会目录上的《天崩地裂》（英文）